# Валь-де-Марн
Валь-де-Марн (фр. Val-de-Marne, буквально — «Долина Марны») — небольшой по площади, но густонаселённый департамент на севере центральной части Франции, один из департаментов региона Иль-де-Франс. Порядковый номер — 94. Административный центр — Кретей. Население — 1 333 702 жителя (11-е место среди департаментов, данные 2011 года).

## География
Площадь территории — 245 км². Через департамент, расположенный непосредственно к югу и юго-востоку от Парижа, протекают реки Сена и её приток Марна.

## История
Департамент Валь-де-Марн был образован 1 января 1968 года и включил части территории бывших департаментов Сена (29 коммун) и Сена и Уаза (18 коммун). Название происходит от реки Марна.

## Административное деление (до реформы 2014 года)
Департамент включает три округа, 25 кантонов и 47 коммун.

### Коммуны
| Арондисман Л’Аи-ле-Роз 1. Френ 2. Рюнжи 3. Тье 4. Шевильи-Ларю 5. Л’Э-ле-Роз 6. Вильжюиф 7. Кашан 8. Аркёй 9. Жантийи 10. Ле-Кремлен-Бисетр | Арондисман Кретей 11. Иври-сюр-Сен 12. Шарантон-ле-Пон 13 Сен-Морис 14. Мезон-Альфор 15. Альфорвилль 16. Витри-сюр-Сен 17. Шуази-ле-Руа 18. Орли 19. Вильнёв-ле-Руа 20. Аблон-Сюр-Сена 21. Вильнёв-Сен-Жорж 22. Валантон 23. Кретей 24. Сен-Мор-де-Фоссе 25. Бонёй-Сюр-Марн 26. Сюси-ан-Бри 27. Буаси-Сен-Леже 28. Лимей-Бриван 29. Виллекрен 30. Мандр-Ле-Роз 31. Периньи 32. Сантени 33. Мароль-ан-Бри | Арондисман Ножан-сюр-Марн 34. Ла-Кё-ан-Бри 35. Нуазо 36. Ормесон-Сюр-Марн 37. Шеневьер-Сюр-Марн 38. Ле-Плеси-Тревиз 39. Вилье-Сюр-Марн 40. Шампиньи-сюр-Марн 41. Жуанвиль-ле-Пон 42. Ножан-сюр-Марн 43. Ле-Перё-Сюр-Марн 44. Бри-сюр-Марн 45. Фонтене-су-Буа 46. Венсен 47. Сен-Манде |